# توصيل الآنسة دايزي
توصيل الأنسة دايزي (بالإنجليزية: Driving Miss Daisy)‏ فيلم أمريكي من إنتاج عام 1989, إخراج المخرج الأسترالي الأصل بروس بيريسفورد، نال الفيلم 4 جوائز أوسكار عن فئة أفضل فيلم، أفضل ممثلة بدور رئيسي جيسيكا تاندي, أفضل نص وأفضل مكياج. كما نال 3 جوائز غولدن غلوب بينها أفضل ممثل في دور رئيسي مورغان فريمان.
الفيلم مأخوذ عن مسرحية تحمل نفس الاسم، يتناول الفيلم قصة الأنسة دايزي جيسيكا تاندي,ورؤيتها في الحياة عن طرق علاقات اجتماعية وشخصية.
| سبقه رجل المطر | أوسكار - أفضل فيلم 1989 | تبعه الرقص مع الذئاب |

## وصلات خارجية
- توصيل الآنسة دايزي على موقع IMDb (الإنجليزية)
- توصيل الآنسة دايزي على موقع ميتاكريتيك (الإنجليزية)
- توصيل الآنسة دايزي على موقع الموسوعة البريطانية (الإنجليزية)
- توصيل الآنسة دايزي على موقع روتن توميتوز (الإنجليزية)
- توصيل الآنسة دايزي على موقع نتفليكس (الإنجليزية)
- توصيل الآنسة دايزي على موقع قاعدة بيانات الأفلام العربية
- توصيل الآنسة دايزي على موقع ألو سيني (الفرنسية)
- توصيل الآنسة دايزي على موقع Turner Classic Movies (الإنجليزية)
- توصيل الآنسة دايزي على موقع أول موفي (الإنجليزية)
- توصيل الآنسة دايزي على موقع بوكس أوفيس موجو (الإنجليزية)

1. ↑  توصيل الآنسة دايزي في قاعدة بيانات الأفلام العربية
2. ↑  "معلومات عن توصيل الآنسة دايزي على موقع movie.walkerplus.com". movie.walkerplus.com. مؤرشف من الأصل في 2016-04-23.
3. ↑  "معلومات عن توصيل الآنسة دايزي على موقع rottentomatoes.com". rottentomatoes.com. مؤرشف من الأصل في 2019-05-23.